# Segunda Divisão Sueca de Futebol
A Segunda Divisão Sueca de Futebol -  conhecida como Superettan - é o segundo escalão das competições de futebol na Suécia.                                                                                

Nesta segunda liga do futebol sueco, participam 16 clubes de futebol profissional.

No final de cada temporada, sobem 2 ou 3 clubes ao primeiro escalão – o Allsvenskan, e descen 2 ou 4 clubes ao terceiro escalão – o Ettan.

A Superettan foi criada em 2000.

## Vencedores
| Época | Vencedor            | Segundo classificado |
| ----- | ------------------- | -------------------- |
| 2023  | Västerås SK         | Gais                 |
| 2022  | IF Brommapojkarna   | Halmstads BK         |
| 2021  | IFK Värnamo         | GIF Sundsvall        |
| 2020  | Halmstads BK        | Degerfors IF         |
| 2019  | Mjällby AIF         | Varbergs BoIS        |
| 2018  | Helsingborgs IF     | Falkenbergs FF       |
| 2017  | IF Brommapojkarna   | Dalkurd FF           |
| 2016  | IK Sirius           | AFC United           |
| 2015  | Jönköpings Södra IF | Östersunds FK        |
| 2014  | Hammarby IF         | GIF Sundsvall        |
| 2013  | Falkenbergs FF      | Örebro SK            |
| 2012  | Östers IF           | IF Brommapojkarna    |
| 2011  | Åtvidabergs FF      | GIF Sundsvall        |
| 2010  | Syrianska FC        | IFK Norrköping       |
| 2009  | Mjällby AIF         | Åtvidabergs FF       |
| 2008  | Örgryte IS          | BK Häcken            |
| 2007  | IFK Norrköping      | Ljungskile SK        |
| 2006  | Trelleborgs FF      | Örebro SK            |
| 2005  | AIK                 | Östers IF            |
| 2004  | BK Häcken           | Gefle IF             |
| 2003  | Kalmar FF           | Trelleborgs FF       |
| 2002  | Östers IF           | Enköpings SK         |
| 2001  | Kalmar FF           | Landskrona BoIS      |
| 2000  | Djurgårdens IF      | Malmö FF             |